# My Secret Hotel
My Secret Hotel (마이 시크릿 호텔?, Mai sikeurit hotelLR) è una serie televisiva sudcoreana trasmessa su tvN dal 18 agosto al 14 ottobre 2014.

## Trama
Nam Sang-hyo è a capo del reparto di organizzazione matrimoni del Secret Hotel, uno degli alberghi più lussuosi della Corea e location preferita per sposarsi. Ottimista, allegra e perfezionista, Sang-hyo lavora sodo per diventare la direttrice generale dell'hotel, finché un giorno si ritrova a dover affrontare la sfida più difficile del suo lavoro: organizzare le nozze dell'architetto Gu Hae-young, con il quale si era sposata sette anni prima a Las Vegas, salvo poi separarsi dopo neanche tre mesi senza registrare legalmente l'unione.
Nel frattempo, Sang-hyo ha attirato l'attenzione del suo capo Jo Sung-gyeom, un uomo rigoroso e popolare tra le donne, di cui è innamorata l'ambiziosa responsabile delle pubbliche relazioni Yeo Eun-joo. Le cose si fanno ancora più complicate quando il matrimonio di Hae-young viene rovinato dalla caduta dal piano superiore del cadavere di Hwang Dong-bae, un dipendente dell'hotel. L'omicidio mette sottosopra l'albergo e riporta a galla anche l'incidente in cui trent'anni prima morì il precedente proprietario e padre di Sung-gyeom, mentre Sang-hyo e Hae-young si destreggiano nelle imbarazzanti circostanze del loro improvviso incontro.

## Personaggi
- Nam Sang-hyo, interpretata da Yoo In-na
Responsabile dei matrimoni al Secret Hotel, quando era piccola è stata adottata da una coppia americana. Sebbene sia noto che sia stata sposata, non ha mai rivelato l'identità del suo ex marito.
- Gu Hae-young, interpretato da Jin Yi-han
È l'ex marito di Sang-hyo, un architetto proprietario dello studio Mare.
- Jo Sung-gyeom, interpretato da Namgoong Min
Amministratore delegato del Secret Hotel.
- Yeo Eun-joo, interpretata da Lee Young-eun
Responsabile delle pubbliche relazioni al Secret Hotel.
- Jung Soo-ah, interpretata da Ha Yeon-joo
Promessa sposa di Hae-young, proveniente da una famiglia ricca.
- Yoo Shi-chan, interpretato da Choi Jung-won
Architetto e migliore amico di Hae-young.
- Joo Jung-eun, interpretata da Hwang So-hee
Giornalista innamorata di Hae-young.
- Kim Ki-ho, interpretato da Kim Jae-seung
Guardia del corpo e autista di Soo-ah.
- Lee Moo-yang, interpretato da Choi Jung-woo
Direttore generale del Secret Hotel, per Sang-hyo è una figura paterna.
- Yang Kyung-hee, interpretata da Uhm Soo-jung
Capo del settore matrimoni del Secret Hotel.
- Heo Young-mi, interpretata da Kim Bo-mi
Dipendente nel settore matrimoni del Secret Hotel, ricatta gli ospiti per soldi.
- Jang Ki-chul, interpretato da Choi Tae-hwan
Dipendente del Secret Hotel.
- Cha Dong-min, interpretato da Go Yoon-hoo
Capo della sicurezza al Secret Hotel.
- Kim Geum-bo, interpretato da Ahn Gil-kang
Capo della polizia.
- Detective Lee, interpretato da Hwang Choon-ha
Collega di Geum-bo.
- Simon, interpretato da Lee Kwang-hoon
Fedele segretario di Sung-gyeom.
- Hwang Dong-bae, interpretato da Kim Byung-choon
Dipendente nel settore matrimoni del Secret Hotel.
- Chef Andre Hong, interpretato da Hong Seok-cheon
- Lee Jung-sook, interpretata da Choo Kwi-jung
Madre di Sung-gyeom.

## Ascolti
| Episodio | Data di trasmissione | Dati AGB |
| -------- | -------------------- | -------- |
| 1        | 18 agosto 2014       | 0,96%    |
| 2        | 19 agosto 2014       | 1,36%    |
| 3        | 25 agosto 2014       | 1,00%    |
| 4        | 26 agosto 2014       | 0,92%    |
| 5        | 1 settembre 2014     | 1,083%   |
| 6        | 2 settembre 2014     | 0,795%   |
| 7        | 15 settembre 2014    | 1,193%   |
| 8        | 16 settembre 2014    | 0,824%   |
| 9        | 22 settembre 2014    | 0,724%   |
| 10       | 23 settembre 2014    | 0,744%   |
| 11       | 29 settembre 2014    | 0,676%   |
| 12       | 30 settembre 2014    | 0,617%   |
| 13       | 6 ottobre 2014       | 0,741%   |
| 14       | 7 ottobre 2014       | 0,835%   |
| 15       | 13 ottobre 2014      | 0,595%   |
| 16       | 14 ottobre 2014      | 0,765%   |
| Media    | Media                | 0,86%    |

## Colonna sonora
1. Secret – Yoon Sung-ki feat. Lee So-ri
2. Lost in Love – Neon Bunny
3. Trap – Swings feat. Yoo Sung-eun
4. Is It Love? (사랑이 된 걸까?) – Young-joon dei Brown Eyed Soul
5. Secret – ? feat. Jo Yong-hoon
6. Propose – All the Staff feat. Hoi Jang-nim
7. Touch Me – Han Na
8. Tiktok – ? feat. Edan
9. Bell Boy – Han Na
10. Ppuing Ppuing – ? feat. Jo Yong-hoon
11. My Secret Love
12. Time After Time
13. Begin Again – ? feat. Han Na e Edan
14. My Secret Hotel
15. Who is the X?
16. Secret Killer